# Рутковский, Анатолий Фёдорович
Анатолий Фёдорович Рутковский (1894—1943) — помощник начальника 4-го отдела ГУГБ НКВД СССР, старший майор государственной безопасности (1935).

## Биография
Родился в белорусской семье. Член ВКП(б) с 1919. С 21 июня 1921 до 12 июня 1922 начальник 6-го отделения Секретного отдела ВЧК-ГПУ. С 22 июня до 19 августа 1922 начальник 9-го отделения Секретного отдела ОГПУ. В августе-декабре 1922 начальник Секретного отдела ГПУ Туркестана. С 20 декабря 1922 до 6 октября 1926 начальник 1-го отделения Секретного отдела ГПУ-ОГПУ. Был арестован в должности помощника начальника 4-го отдела ГУГБ НКВД СССР В. М. Курского 7 марта 1937, но вскоре, в мае 1937 осуждён и сразу освобождён с зачётом пребывания срока под стражей. В августе 1937 был уволен из НКВД как судимый. С 1937 до 1939 начальник тарного цеха Воронежской макаронной фабрики, плановик промышленной артели. 26 октября 1939 его вновь арестовали, обвиняли по статьям 58-й п. 1 «а», 58-7, 19-58-8, 58-11 УК РСФСР и приговорили ВКВС СССР 7 июля 1941 к ВМН, но Президиум Верховного совета СССР 27 июля 1941 заменил расстрел 10 годами заключения. Умер 29 декабря 1943 в Приволжском ИТЛ. Реабилитирован ВКВС СССР 26 октября 1955.

### Звания
- старший майор государственной безопасности, 29.11.1935.